# Vibeke Løkkeberg

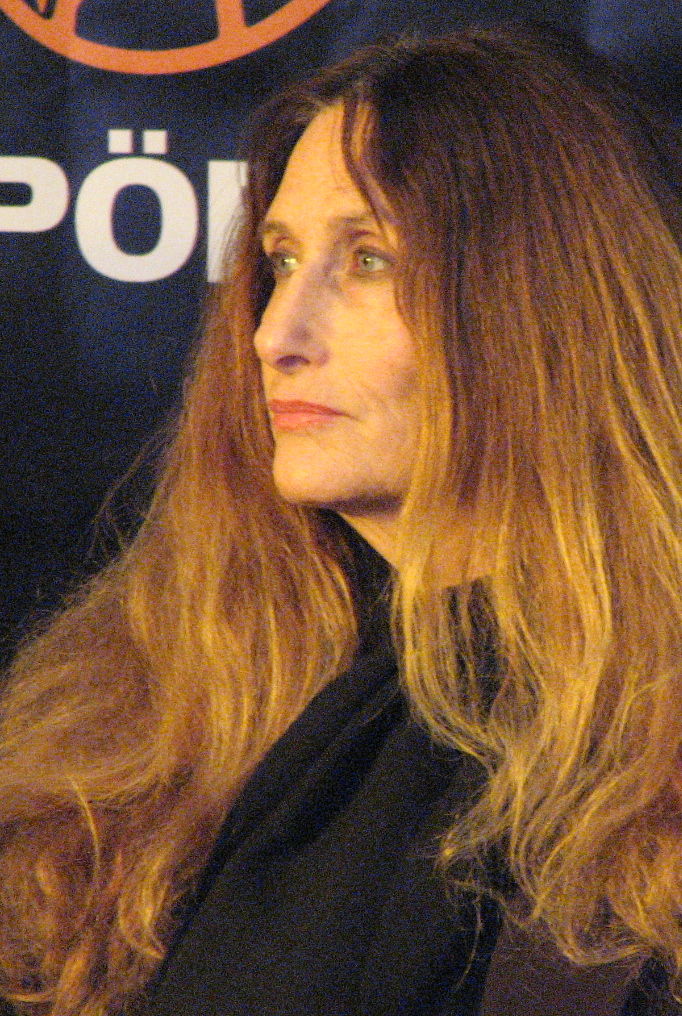
Vibeke Løkkeberg (2010)

Vibeke Løkkeberg (* 22. Januar 1945 in Bergen) ist eine norwegische Schauspielerin, Regisseurin und Drehbuchautorin. Zwischen 1967 und 1991 wirkte sie in 12 Filmen mit. Ihr Film Hud, ein Kriminalfilm, in dem sie Regie führte und die Hauptrolle spielte, wurde 1987 bei den Filmfestspielen von Cannes in der Sektion Un Certain Regard gezeigt. Ihr Film The Long Road to The Director’s Chair nimmt in der Sektion Forum Spezial an den Internationalen Filmfestspielen Berlin 2025 teil.

## Filmografie
- 1967: Liv (Das Mädchen Liv)[3]
- 1970: Abort (Abortion)[4]
- 1971: Love is War
- 1972: Georgia, Georgia
- 1974: Prostitution[5]
- 1981: Løperjenten (Der Verrat)
- 1984: The Chieftain
- 1986: Hud (Skin)
- 1991: Måker (Seagulls)
- 2010: Gazas Tårer (Tears of Gaza)
- 2025: The Long Road to The Director’s Chair

## Preise/Nominierungen (Auswahl)
- Chicago International Festival 1982 Nominiert  Gold Hugo Best Feature Der Verrat
- Hong Kong International Film Festival   2011 Nominiert Humanitarian Award (Documentary) Best Documentary Tears of Gaza
- Amanda 2015: Ehren-Amanda
- Gaza Film Festival 2010: Gold Award für Tears of Gaza
- Al-Jazeera Festival 2010: Menschenrechtspreis Tears of Gaza
- Orden des Sterns von Italien 2006[6]